# Danh sách giải thưởng và đề cử của Timothée Chalamet
Timothée Chalamet là một nam diễn viên người Mỹ. Anh đã nhận được nhiều giải thưởng và đề cử cho các màn trình diễn phim điện ảnh, truyền hình và sân khấu của mình. Các đề cử lớn của Chalamet bao gồm một đề cử Giải Oscar, ba đề cử Giải BAFTA, hai đề cử Giải Quả cầu vàng và bốn đề cử Giải thưởng của Nghiệp đoàn Diễn viên Màn ảnh.
Chalamet bắt đầu sự nghiệp diễn xuất của mình bằng những bộ phim ngắn, trước khi xuất hiện trong phim truyền hình Homeland (2012), giúp anh được đề cử Giải SAG hạng mục Màn trình diễn đột phá của một dàn diễn viên phim truyền hình. Trên sân khấu, Chalamet đã đóng vai chính trong vở kịch tự truyện Prodigal Son (2016) và được Giải Liên đoàn kịch Hoa Kỳ đề cử cho Màn trình diễn xuất sắc, giành Giải Lucille Lortel cho Nam diễn viên chính sân khấu xuất sắc nhất.
Vai diễn đột phá của Chalamet trong bộ phim điện ảnh lãng mạn, tuổi mới lớn được đánh giá cao năm 2017 Call Me by Your Name đã mang về cho anh một đề cử giải Oscar hạng mục Nam diễn viên chính xuất sắc nhất, khiến anh trở thành người trẻ thứ ba kể từ năm 1939 được đề cử cho hạng mục này. Ngoài ra với vai diễn này, anh cũng là ứng cử viên cho giải Nam diễn viên chính xuất sắc nhất tại các lễ trao giải lớn khác như Giải BAFTA, Giải Quả cầu vàng, Giải SAG và Giải Critics' Choice. Ủy ban Quốc gia về Phê bình Điện ảnh, Hiệp hội phê bình phim Los Angeles và Hội phê bình phim New York đều trao cho anh giải thưởng diễn xuất của họ. Chalamet được công nhận cho vai phụ trong các bộ phim năm 2017 Lady Bird: Tuổi nổi loạn và Hostiles, giành đề cử của Giải Critics' Choice và Giải SAG cho hạng mục Dàn diễn viên xuất sắc nhất. Năm 2018, anh đóng vai một thiếu niên nghiện ma túy trong phim điện ảnh Beautiful Boy, nhờ đó mang về đề cử tại hạng mục Nam diễn viên phụ xuất sắc nhất của Giải BAFTA, Giải Quả cầu vàng, Giải SAG và Giải Critics' Choice.

## Giải thưởng và đề cử chính

### Giải Oscar
Giải thưởng Viện Hàn lâm (tiếng Anh: Academy Awards), thường được biết đến với tên Giải Oscar, được tổ chức hàng năm để ghi nhận những thành tựu xuất sắc của điện ảnh trong năm của các đạo diễn, diễn viên, kịch bản và nhiều lĩnh vực khác qua cuộc bỏ phiếu kín của các thành viên Viện Hàn lâm.
| Năm  | Vai diễn             | Hạng mục                          | Kết quả | Chú thích |
| ---- | -------------------- | --------------------------------- | ------- | --------- |
| 2017 | Call Me by Your Name | Nam diễn viên chính xuất sắc nhất | Đề cử   | [ 2 ]     |

### Giải BAFTA
Giải thưởng Điện ảnh Viện Hàn lâm Anh Quốc, hay Giải BAFTA, là giải thưởng được trao thường niên bởi Viện Hàn lâm Nghệ thuật Điện ảnh và Truyền hình Anh Quốc (BAFTA). Ở Anh, giải thưởng này thường được coi là giải thưởng đồng cấp với giải Oscar của Hoa Kỳ.
| Năm  | Vai diễn             | Hạng mục                          | Kết quả | Chú thích |
| ---- | -------------------- | --------------------------------- | ------- | --------- |
| 2017 | —                    | Ngôi sao mới nổi                  | Đề cử   | [ 4 ]     |
| 2017 | Call Me by Your Name | Nam diễn viên chính xuất sắc nhất | Đề cử   | [ 4 ]     |
| 2018 | Beautiful Boy        | Nam diễn viên phụ xuất sắc nhất   | Đề cử   | [ 5 ]     |

### Giải Quả cầu vàng
Giải Quả cầu vàng (tiếng Anh: Golden Globe Awards) là một giải thưởng của Hiệp hội báo chí nước ngoài ở Hollywood trao hàng năm cho các cống hiến xuất sắc trong ngành kỹ nghệ giải trí, cả ở Hoa Kỳ lẫn nước ngoài, và nhằm hướng sự chú ý của công chúng vào phim và chương trình truyền hình hay nhất.
| Năm  | Vai diễn             | Hạng mục                                    | Kết quả | Chú thích |
| ---- | -------------------- | ------------------------------------------- | ------- | --------- |
| 2017 | Call Me by Your Name | Nam diễn viên phim chính kịch xuất sắc nhất | Đề cử   | [ 7 ]     |
| 2018 | Beautiful Boy        | Nam diễn viên điện ảnh phụ xuất sắc nhất    | Đề cử   | [ 8 ]     |

### Giải thưởng của Nghiệp đoàn Diễn viên Màn ảnh
Giải thưởng của Nghiệp đoàn Diễn viên Màn ảnh, hay Giải SAG, là một giải thưởng được trao tặng bởi Nghiệp đoàn Diễn viên Màn ảnh (tiếng Anh: Screen Actors Guild - SAG) để ghi nhận các đóng góp, trình diễn xuất sắc nhất được thể hiện bởi thành viên của Hội.
| Năm  | Vai diễn                 | Hạng mục                                     | Kết quả | Chú thích |
| ---- | ------------------------ | -------------------------------------------- | ------- | --------- |
| 2012 | Homeland                 | Dàn diễn viên phim truyền hình xuất sắc nhất | Đề cử   | [ 10 ]    |
| 2017 | Call Me by Your Name     | Nam diễn viên chính xuất sắc nhất            | Đề cử   | [ 11 ]    |
| 2017 | Lady Bird: Tuổi nổi loạn | Dàn diễn viên điện ảnh xuất sắc nhất         | Đề cử   | [ 11 ]    |
| 2018 | Beautiful Boy            | Nam diễn viên phụ xuất sắc nhất              | Đề cử   | [ 12 ]    |

## Giải thưởng và đề cử khác

### Giải AACTA
Giải thưởng của Viện Hàn lâm Điện ảnh và Nghệ thuật Truyền hình Úc, hay Giải AACTA, được trao tặng hàng năm bởi Viện Hàn lâm Điện ảnh và Nghệ thuật Truyền hình Úc để ghi nhận các đóng góp, trình diễn xuất sắc nhất cho ngành công nghiệp điện ảnh và truyền hình trong nước và quốc tế, bao gồm các nhà sản xuất, đạo diễn, diễn viên, biên kịch và quay phim. Đây là lễ trao giải uy tín nhất cho ngành công nghiệp điện ảnh và truyền hình Úc. Ở Úc, giải thưởng này thường được coi là giải thưởng đồng cấp với giải Oscar của Hoa Kỳ và giải BAFTA của Vương quốc Anh.
| Năm  | Vai diễn             | Hạng mục                                  | Kết quả | Chú thích |
| ---- | -------------------- | ----------------------------------------- | ------- | --------- |
| 2017 | Call Me by Your Name | Nam diễn viên chính quốc tế xuất sắc nhất | Đề cử   | [ 14 ]    |
| 2018 | Beautiful Boy        | Nam diễn viên phụ quốc tế xuất sắc nhất   | Đề cử   | [ 15 ]    |
| 2019 | Quốc vương           | Nam diễn viên chính quốc tế xuất sắc nhất | Đề cử   | [ 16 ]    |

### Giải Critics' Choice
Giải Lựa chọn của giới phê bình điện ảnh, hay giải Critics' Choice (trước đây là Giải của Hiệp hội phê bình Phim Phát sóng, viết tắt là giải BFCA), là chương trình giải thưởng diễn ra hàng năm của Hiệp hội phê bình Phim Phát sóng (BFCA) nhằm tôn vinh những thành tựu điện ảnh xuất sắc nhất.
| Năm  | Vai diễn                  | Hạng mục                          | Kết quả | Chú thích |
| ---- | ------------------------- | --------------------------------- | ------- | --------- |
| 2018 | Call Me by Your Name      | Nam diễn viên chính xuất sắc nhất | Đề cử   | [ 18 ]    |
| 2018 | Lady Bird: Tuổi nổi loạn  | Dàn diễn viên xuất sắc nhất       | Đề cử   | [ 18 ]    |
| 2019 | Beautiful Boy             | Nam diễn viên phụ xuất sắc nhất   | Đề cử   | [ 19 ]    |
| 2020 | Những người phụ nữ bé nhỏ | Dàn diễn viên xuất sắc nhất       | Đề cử   | [ 20 ]    |

### Giải Dorian
Giải Dorian là giải thưởng điện ảnh và truyền hình do Hiệp hội phê bình giải trí LGBTQ (GALECA), thành lập năm 2009. GALECA là một Hiệp hội gồm các nhà báo và nhà phê bình chuyên nghiệp, những người thường xuyên đưa tin về các bộ phim điện ảnh và/hoặc truyền hình trên các phương tiện in ấn, trực tuyến và phát sóng ở Hoa Kỳ, Canada, Úc và Vương quốc Anh.
| Năm  | Vai diễn             | Hạng mục                    | Kết quả   | Chú thích |
| ---- | -------------------- | --------------------------- | --------- | --------- |
| 2017 | Call Me by Your Name | Nam diễn viên chính của năm | Đoạt giải | [ 22 ]    |
| 2017 | —                    | Ngôi sao mới nổi của năm    | Đoạt giải | [ 22 ]    |
| 2018 | Beautiful Boy        | Nam diễn viên phụ của năm   | Đề cử     | [ 23 ]    |

### Giải Liên đoàn kịch Hoa Kỳ
Giải Liên đoàn kịch Hoa Kỳ là sự kiện thường niên lâu đời nhất ở Hoa Kỳ được tổ chức bởi Liên đoàn kịch Hoa Kỳ để trao giải cho các tác phẩm và nghệ sĩ sân khấu thuộc nhiều hạng mục.
| Năm  | Vai diễn     | Hạng mục                        | Kết quả | Chú thích |
| ---- | ------------ | ------------------------------- | ------- | --------- |
| 2016 | Prodigal Son | Giải thưởng Trình diễn Xuất sắc | Đề cử   | [ 25 ]    |

### Giải Empire
Giải Empire là một lễ trao giải thường niên của Anh nhằm tôn vinh những thành tựu trong ngành công nghiệp điện ảnh trong nước và ngoài nước.
| Năm  | Vai diễn             | Hạng mục                        | Kết quả | Chú thích |
| ---- | -------------------- | ------------------------------- | ------- | --------- |
| 2017 | Call Me by Your Name | Nam diễn viên mới xuất sắc nhất | Đề cử   | [ 27 ]    |

### Giải Tinh thần độc lập
Giải Tinh thần độc lập, tên ban đầu là FINDIE hoặc Friends of Independents Awards, là giải thưởng điện ảnh của tổ chức "Film Independent", một tổ chức phi lợi nhuận, nhằm khuyến khích ngành phim tư nhân độc lập.
| Năm  | Vai diễn             | Hạng mục                          | Kết quả   | Chú thích |
| ---- | -------------------- | --------------------------------- | --------- | --------- |
| 2018 | Call Me by Your Name | Nam diễn viên chính xuất sắc nhất | Đoạt giải | [ 29 ]    |

### Giải thưởng phim độc lập Gotham
Giải thưởng phim độc lập Gotham là một giải thưởng điện ảnh Mỹ, được trao hàng năm bởi Dự án Sản xuất Phim độc lập (IPF) cho các nhà sản xuất phim độc lập ở thành phố New York—thành phố ban đầu có biệt danh là "Gotham", giới thiệu và tôn vinh những bộ phim được làm chủ yếu ở vùng đông bắc Hoa Kỳ.
| Năm  | Vai diễn             | Hạng mục              | Kết quả   | Chú thích |
| ---- | -------------------- | --------------------- | --------- | --------- |
| 2017 | Call Me by Your Name | Nam diễn viên đột phá | Đoạt giải | [ 31 ]    |

### Giải Điện ảnh Hollywood
Giải Điện ảnh Hollywood được tổ chức hàng năm để ghi nhận những tài năng trong ngành công nghiệp điện ảnh.
| Năm  | Vai diễn             | Hạng mục                             | Kết quả   | Chú thích |
| ---- | -------------------- | ------------------------------------ | --------- | --------- |
| 2017 | Call Me by Your Name | Nam diễn viên Hollywood đột phá      | Đoạt giải | [ 33 ]    |
| 2018 | Beautiful Boy        | Nam diễn viên phụ Hollywood xuất sắc | Đoạt giải | [ 34 ]    |

### Giải thưởng Học viện Điện ảnh và Truyền hình Ailen
Giải thưởng Học viện Điện ảnh và Truyền hình Ailen, hay Giải IFTA, được trao hàng năm cho các phim điện ảnh và truyền hình hay nhất.
| Năm  | Vai diễn             | Hạng mục                            | Kết quả | Chú thích |
| ---- | -------------------- | ----------------------------------- | ------- | --------- |
| 2018 | Call Me by Your Name | Nam diễn viên quốc tế xuất sắc nhất | Đề cử   | [ 36 ]    |

### Giải Lucille Lortel
Giải Lucille Lortel tôn vinh những đóng góp xuất sắc cho các vở kịch Off-Broadway ở thành phố New York. Giải thưởng được đặt tên theo nữ diễn viên kiêm nhà sản xuất kịch Lucille Lortel, bắt đầu được trao từ năm 1986.
| Năm  | Vai diễn     | Hạng mục                                      | Kết quả   | Chú thích |
| ---- | ------------ | --------------------------------------------- | --------- | --------- |
| 2016 | Prodigal Son | Nam diễn viên chính đột phá trong một vở kịch | Đoạt giải | [ 39 ]    |

### Giải Điện ảnh và Truyền hình của MTV
Giải Điện ảnh và Truyền hình của MTV (trước là Giải Điện ảnh của MTV) là một chương trình giải thưởng thường niên được tổ chức bởi MTV để tôn vinh những thành tựu nổi bật trong phim điện ảnh và truyền hình, được thành lập vào năm 1992. Các nhà sản xuất và giám đốc điều hành của MTV sẽ lựa chọn ứng cử viên, còn khán giả sẽ bình chọn trực tuyến để tìm ra người chiến thắng.
| Năm  | Vai diễn             | Hạng mục                                         | Kết quả | Chú thích |
| ---- | -------------------- | ------------------------------------------------ | ------- | --------- |
| 2018 | Call Me by Your Name | Màn trình diễn trong phim điện ảnh xuất sắc nhất | Đề cử   | [ 42 ]    |

### Giải thưởng của Ủy ban Quốc gia về Phê bình Điện ảnh
Ủy ban Quốc gia về Phê bình Điện ảnh được thành lập năm 1909 tại thành phố New York để trao giải cho các "phim, cả trong và ngoài nước, như là một tác phẩm nghệ thuật và giải trí".
| Năm  | Vai diễn             | Hạng mục               | Kết quả   | Chú thích |
| ---- | -------------------- | ---------------------- | --------- | --------- |
| 2017 | Call Me by Your Name | Màn trình diễn đột phá | Đoạt giải | [ 44 ]    |

### Liên hoan phim quốc tế Palm Springs
Thành lập vào năm 1989 tại Palm Springs, California, Liên hoan phim quốc tế Palm Springs được tổ chức vào tháng 1 hàng năm.
| Năm  | Vai diễn             | Hạng mục         | Kết quả   | Chú thích |
| ---- | -------------------- | ---------------- | --------- | --------- |
| 2017 | Call Me by Your Name | Ngôi sao mới nổi | Đoạt giải | [ 46 ]    |
| 2018 | Beautiful Boy        | Giải Spotlight   | Đoạt giải | [ 47 ]    |

### Liên hoan phim quốc tế Santa Barbara
Liên hoan phim quốc tế Santa Barbara được tổ chức tại Santa Barbara, California, kéo dài trong 11 ngày.
| Năm  | Vai diễn             | Hạng mục       | Kết quả   | Chú thích |
| ---- | -------------------- | -------------- | --------- | --------- |
| 2017 | Call Me by Your Name | Giải Virtuosos | Đoạt giải | [ 49 ]    |

### Giải Satellite
Giải Satellite là giải thưởng hàng năm của Viện In ấn Quốc tế (tiếng Anh: International Press Academy), một tổ chức có danh tiếng trong ngành báo chí.
| Năm  | Vai diễn      | Hạng mục                                    | Kết quả | Chú thích |
| ---- | ------------- | ------------------------------------------- | ------- | --------- |
| 2018 | Beautiful Boy | Nam diễn viên phim chính kịch xuất sắc nhất | Đề cử   | [ 51 ]    |

### Giải Teen Choice Awards
Giải Teen Choice Awards là giải thưởng hằng năm được phát sóng trên kênh truyền hình Fox, vinh danh những thành tựu nổi bật nhất trong năm ở các lĩnh vực âm nhạc, điện ảnh, thể thao, truyền hình, thời trang,... được bầu chọn bởi các khán giả nằm trong độ tuổi teen (tức 13 đến 19 tuổi).
| Năm  | Vai diễn                 | Hạng mục                             | Kết quả | Chú thích |
| ---- | ------------------------ | ------------------------------------ | ------- | --------- |
| 2018 | Lady Bird: Tuổi nổi loạn | Nam diễn viên điện ảnh được lựa chọn | Đề cử   | [ 53 ]    |

## Giải thưởng của các Hiệp hội phê bình
| Năm  | Vai diễn                  | Hiệp hội                                            | Hạng mục                                                       | Kết quả   | Chú thích |
| ---- | ------------------------- | --------------------------------------------------- | -------------------------------------------------------------- | --------- | --------- |
| 2017 | Call Me by Your Name      | Hội phê bình phim Atlanta                           | Nam diễn viên xuất sắc nhất                                    | Đoạt giải | [ 54 ]    |
| 2017 | Call Me by Your Name      | Hiệp hội phê bình phim Austin                       | Nam diễn viên xuất sắc nhất                                    | Đoạt giải | [ 55 ]    |
| 2017 | Call Me by Your Name      | Hiệp hội phê bình phim Austin                       | Giải tưởng niệm Bobby McCurdy cho hạng mục Nghệ sĩ đột phá     | Đoạt giải | [ 55 ]    |
| 2017 | Call Me by Your Name      | Hiệp hội phê bình phim trực tuyến Boston            | Nam diễn viên xuất sắc nhất                                    | Đoạt giải | [ 56 ]    |
| 2017 | Call Me by Your Name      | Hiệp hội phê bình phim Chicago                      | Nam diễn viên xuất sắc nhất                                    | Đoạt giải | [ 57 ]    |
| 2017 | Call Me by Your Name      | Hiệp hội phê bình phim Chicago                      | Diễn viên triển vọng nhất                                      | Đoạt giải | [ 57 ]    |
| 2017 | Call Me by Your Name      | Hội phê bình phim Florida                           | Nam diễn viên xuất sắc nhất                                    | Đoạt giải | [ 58 ]    |
| 2017 | Call Me by Your Name      | Hội phê bình phim Florida                           | Giải Pauline Kael cho Màn trình diễn đột phá                   | Đoạt giải | [ 58 ]    |
| 2017 | Call Me by Your Name      | Hiệp hội Nhà báo phim Indiana                       | Đột phá của năm                                                | Đoạt giải | [ 59 ]    |
| 2017 | Call Me by Your Name      | Giải Bình chọn của Hiệp hội phê bình IndieWire      | Nam diễn viên xuất sắc nhất                                    | Đoạt giải | [ 60 ]    |
| 2017 | Call Me by Your Name      | Hiệp hội quốc tế Cinephile                          | Nam diễn viên xuất sắc nhất                                    | Đoạt giải | [ 61 ]    |
| 2017 | Call Me by Your Name      | Hội phê bình phim thành phố Kansas                  | Nam diễn viên xuất sắc nhất                                    | Đoạt giải | [ 62 ]    |
| 2017 | Call Me by Your Name      | Hội phê bình phim London                            | Nam diễn viên của năm                                          | Đoạt giải | [ 63 ]    |
| 2017 | Call Me by Your Name      | Hiệp hội phê bình phim Los Angeles                  | Nam diễn viên xuất sắc nhất                                    | Đoạt giải | [ 64 ]    |
| 2017 | Call Me by Your Name      | Hội phê bình phim New York                          | Nam diễn viên xuất sắc nhất                                    | Đoạt giải | [ 65 ]    |
| 2017 | Call Me by Your Name      | Hội phê bình phim trực tuyến New York               | Diễn viên đột phá                                              | Đoạt giải | [ 66 ]    |
| 2017 | Call Me by Your Name      | Hội phê bình phim trực tuyến                        | Màn trình diễn đột phá xuất sắc nhất                           | Đoạt giải | [ 67 ]    |
| 2017 | Call Me by Your Name      | Hội phê bình phim Phoenix                           | Nam diễn viên xuất sắc nhất                                    | Đoạt giải | [ 68 ]    |
| 2017 | Call Me by Your Name      | Hội phê bình phim San Diego                         | Nghệ sĩ đột phá                                                | Đoạt giải | [ 69 ]    |
| 2017 | Call Me by Your Name      | Hội phê bình phim Boston                            | Nam diễn viên xuất sắc nhất                                    | Á quân    | [ 70 ]    |
| 2017 | Call Me by Your Name      | Hiệp hội phê bình phim Iowa                         | Nam diễn viên xuất sắc nhất                                    | Á quân    | [ 71 ]    |
| 2017 | Call Me by Your Name      | Hiệp hội phê bình phim Toronto                      | Nam diễn viên xuất sắc nhất                                    | Á quân    | [ 72 ]    |
| 2017 | Call Me by Your Name      | Giải Bình chọn Village Voice Film                   | Vai chính xuất sắc nhất                                        | Hạng nhì  | [ 73 ]    |
| 2017 | Call Me by Your Name      | Hiệp hội phê bình phim Quốc gia                     | Nam diễn viên xuất sắc nhất                                    | Hạng ba   | [ 74 ]    |
| 2017 | Call Me by Your Name      | Hiệp hội phê bình phim Dallas–Fort Worth            | Nam diễn viên xuất sắc nhất                                    | Hạng tư   | [ 75 ]    |
| 2017 | Call Me by Your Name      | Hội phê bình phim Dublin                            | Nam diễn viên xuất sắc nhất                                    | Hạng tư   | [ 76 ]    |
| 2017 | Call Me by Your Name      | Liên minh nữ nhà báo phim                           | Nam diễn viên xuất sắc nhất                                    | Đề cử     | [ 77 ]    |
| 2017 | Call Me by Your Name      | Hội phê bình phim độc lập Chicago                   | Nam diễn viên xuất sắc nhất                                    | Đề cử     | [ 78 ]    |
| 2017 | Call Me by Your Name      | Hiệp hội phê bình phim Columbus                     | Nam diễn viên xuất sắc nhất                                    | Đề cử     | [ 79 ]    |
| 2017 | Call Me by Your Name      | Hiệp hội phê bình phim Columbus                     | Nam diễn viên của năm                                          | Đề cử     | [ 79 ]    |
| 2017 | Call Me by Your Name      | Hiệp hội phê bình phim Columbus                     | Diễn viên đột phá của năm                                      | Đề cử     | [ 79 ]    |
| 2017 | Call Me by Your Name      | Hiệp hội phê bình phim Denver                       | Nam diễn viên xuất sắc nhất                                    | Đề cử     | [ 80 ]    |
| 2017 | Call Me by Your Name      | Hiệp hội phê bình phim Detroit                      | Nam diễn viên xuất sắc nhất                                    | Đề cử     | [ 81 ]    |
| 2017 | Call Me by Your Name      | Hiệp hội phê bình phim Detroit                      | Màn trình diễn đột phá                                         | Đề cử     | [ 81 ]    |
| 2017 | Call Me by Your Name      | Hiệp hội phê bình phim Georgia                      | Nam diễn viên xuất sắc nhất                                    | Đề cử     | [ 82 ]    |
| 2017 | Call Me by Your Name      | Hiệp hội phê bình phim Georgia                      | Giải Đột phá                                                   | Đề cử     | [ 82 ]    |
| 2017 | Call Me by Your Name      | Hiệp hội phê bình phim Houston                      | Nam diễn viên xuất sắc nhất                                    | Đề cử     | [ 83 ]    |
| 2017 | Call Me by Your Name      | Hiệp hội quốc tế Cinephile                          | Dàn diễn viên xuất sắc nhất                                    | Đề cử     | [ 84 ]    |
| 2017 | Call Me by Your Name      | Hiệp hội phê bình phim trực tuyến Los Angeles       | Nam diễn viên xuất sắc nhất                                    | Đề cử     | [ 85 ]    |
| 2017 | Call Me by Your Name      | Hiệp hội phê bình phim trực tuyến Los Angeles       | Màn trình diễn xuất sắc nhất của nam/nữ diễn viên dưới 23 tuổi | Đề cử     | [ 85 ]    |
| 2017 | Call Me by Your Name      | Hiệp hội phê bình phim North Carolina               | Nam diễn viên xuất sắc nhất                                    | Đề cử     | [ 86 ]    |
| 2017 | Call Me by Your Name      | Hiệp hội phê bình phim trực tuyến                   | Nam diễn viên xuất sắc nhất                                    | Đề cử     | [ 87 ]    |
| 2017 | Call Me by Your Name      | Hiệp hội phê bình phim Phoenix                      | Màn trình diễn đột phá                                         | Đề cử     | [ 88 ]    |
| 2017 | Call Me by Your Name      | Hiệp hội phê bình phim Seattle                      | Dàn diễn viên xuất sắc nhất                                    | Đề cử     | [ 89 ]    |
| 2017 | Call Me by Your Name      | Hiệp hội phê bình phim San Diego                    | Nam diễn viên xuất sắc nhất                                    | Đề cử     | [ 90 ]    |
| 2017 | Call Me by Your Name      | Hội phê bình phim San Francisco                     | Nam diễn viên xuất sắc nhất                                    | Đề cử     | [ 91 ]    |
| 2017 | Call Me by Your Name      | Hội phê bình phim Vancouver                         | Nam diễn viên xuất sắc nhất                                    | Đề cử     | [ 92 ]    |
| 2017 | Call Me by Your Name      | Hiệp hội phê bình phim Washington D.C. Area         | Nam diễn viên xuất sắc nhất                                    | Đề cử     | [ 93 ]    |
| 2017 | Call Me by Your Name      | Hiệp hội nữ phê bình phim                           | Nam diễn viên xuất sắc nhất                                    | Đề cử     | [ 94 ]    |
| 2017 | Lady Bird: Tuổi nổi loạn  | Hiệp hội phê bình phim Columbus                     | Dàn diễn viên xuất sắc nhất                                    | Đoạt giải | [ 95 ]    |
| 2017 | Lady Bird: Tuổi nổi loạn  | Hiệp hội quốc tế Cinephile                          | Dàn diễn viên xuất sắc nhất                                    | Á quân    | [ 84 ]    |
| 2017 | Lady Bird: Tuổi nổi loạn  | Hiệp hội phê bình phim Las Vegas                    | Dàn diễn viên xuất sắc nhất                                    | Á quân    | [ 96 ]    |
| 2017 | Lady Bird: Tuổi nổi loạn  | Hiệp hội phê bình phim Detroit                      | Dàn diễn viên xuất sắc nhất                                    | Đề cử     | [ 81 ]    |
| 2017 | Lady Bird: Tuổi nổi loạn  | Hiệp hội phê bình phim Florida                      | Dàn diễn viên xuất sắc nhất                                    | Đề cử     | [ 58 ]    |
| 2017 | Lady Bird: Tuổi nổi loạn  | Hiệp hội phê bình phim Georgia Film                 | Dàn diễn viên xuất sắc nhất                                    | Đề cử     | [ 82 ]    |
| 2017 | Lady Bird: Tuổi nổi loạn  | Hiệp hội phê bình phim trực tuyến                   | Dàn diễn viên xuất sắc nhất                                    | Đề cử     | [ 87 ]    |
| 2017 | Lady Bird: Tuổi nổi loạn  | Hiệp hội phê bình phim San Diego                    | Dàn diễn viên xuất sắc nhất                                    | Đề cử     | [ 90 ]    |
| 2017 | Lady Bird: Tuổi nổi loạn  | Hiệp hội phê bình phim Seattle                      | Dàn diễn viên xuất sắc nhất                                    | Đề cử     | [ 89 ]    |
| 2018 | Beautiful Boy             | Hiệp hội phê bình phim San Diego                    | Nam diễn viên phụ xuất sắc nhất                                | Đoạt giải | [ 97 ]    |
| 2018 | Beautiful Boy             | Hiệp hội phê bình phim thành phố Kansas             | Nam diễn viên phụ xuất sắc nhất                                | Á quân    | [ 98 ]    |
| 2018 | Beautiful Boy             | Hiệp hội phê bình phim Dallas–Fort Worth            | Nam diễn viên phụ xuất sắc nhất                                | Hạng tư   | [ 99 ]    |
| 2018 | Beautiful Boy             | Hiệp hội phê bình phim North Texas                  | Nam diễn viên phụ xuất sắc nhất                                | Hạng tư   | [ 100 ]   |
| 2018 | Beautiful Boy             | Hiệp hội phê bình phim Chicago                      | Nam diễn viên phụ xuất sắc nhất                                | Đề cử     | [ 101 ]   |
| 2018 | Beautiful Boy             | Hiệp hội phê bình phim Columbus                     | Nam diễn viên phụ xuất sắc nhất                                | Đề cử     | [ 102 ]   |
| 2018 | Beautiful Boy             | Hiệp hội phê bình phim Georgia                      | Nam diễn viên phụ xuất sắc nhất                                | Đề cử     | [ 103 ]   |
| 2018 | Beautiful Boy             | Hiệp hội phê bình phim Houston                      | Nam diễn viên phụ xuất sắc nhất                                | Đề cử     | [ 104 ]   |
| 2018 | Beautiful Boy             | Hiệp hội Nhà báo giải trí Latino                    | Nam diễn viên phụ xuất sắc nhất                                | Đề cử     | [ 105 ]   |
| 2018 | Beautiful Boy             | Hiệp hội phê bình phim trực tuyến Los Angeles       | Màn trình diễn xuất sắc nhất của nam diễn viên dưới 23 tuổi    | Đề cử     | [ 106 ]   |
| 2018 | Beautiful Boy             | Hiệp hội nữ phê bình phim trực tuyến                | Nam diễn viên phụ xuất sắc nhất                                | Đề cử     | [ 107 ]   |
| 2018 | Beautiful Boy             | Hiệp hội phê bình phim St. Louis                    | Nam diễn viên phụ xuất sắc nhất                                | Đề cử     | [ 108 ]   |
| 2018 | Beautiful Boy             | Hiệp hội phê bình phim Washington D.C. Area         | Nam diễn viên phụ xuất sắc nhất                                | Đề cử     | [ 109 ]   |
| 2019 | Những người phụ nữ bé nhỏ | Liên minh nữ nhà báo phim                           | Dàn diễn viên xuất sắc nhất                                    | Đoạt giải | [ 110 ]   |
| 2019 | Những người phụ nữ bé nhỏ | Hiệp hội phê bình phim trực tuyến Boston            | Dàn diễn viên xuất sắc nhất                                    | Đoạt giải | [ 111 ]   |
| 2019 | Những người phụ nữ bé nhỏ | Hiệp hội phê bình phim Boston                       | Dàn diễn viên xuất sắc nhất                                    | Đoạt giải | [ 112 ]   |
| 2019 | Những người phụ nữ bé nhỏ | Hội phê bình phim Florida                           | Dàn diễn viên xuất sắc nhất                                    | Đoạt giải | [ 113 ]   |
| 2019 | Những người phụ nữ bé nhỏ | Hiệp hội phê bình phim Georgia                      | Dàn diễn viên xuất sắc nhất                                    | Đoạt giải | [ 114 ]   |
| 2019 | Những người phụ nữ bé nhỏ | Hiệp hội Nhà báo phim Indiana                       | Dàn diễn viên xuất sắc nhất                                    | Á quân    | [ 115 ]   |
| 2019 | Những người phụ nữ bé nhỏ | Giải Bình chọn của Hiệp hội phê bình phim IndieWire | Nam diễn viên phụ xuất sắc nhất                                | Hạng 15   | [ 116 ]   |
| 2019 | Những người phụ nữ bé nhỏ | Hiệp hội phê bình phim Austin                       | Dàn diễn viên xuất sắc nhất                                    | Đề cử     | [ 117 ]   |
| 2019 | Những người phụ nữ bé nhỏ | Hội phê bình phim độc lập Chicago                   | Dàn diễn viên xuất sắc nhất                                    | Đề cử     | [ 118 ]   |
| 2019 | Những người phụ nữ bé nhỏ | Hiệp hội phê bình phim Columbus                     | Dàn diễn viên xuất sắc nhất                                    | Đề cử     | [ 119 ]   |
| 2019 | Những người phụ nữ bé nhỏ | Hiệp hội quốc tế Cinephile                          | Dàn diễn viên xuất sắc nhất                                    | Đề cử     | [ 120 ]   |
| 2019 | Những người phụ nữ bé nhỏ | Hiệp hội nữ phê bình phim trực tuyến                | Dàn diễn viên xuất sắc nhất                                    | Đề cử     | [ 121 ]   |
| 2019 | Những người phụ nữ bé nhỏ | Hiệp hội phê bình phim Seattle                      | Dàn diễn viên xuất sắc nhất                                    | Đề cử     | [ 122 ]   |
| 2019 | Những người phụ nữ bé nhỏ | Hiệp hội phê bình phim Washington D.C. Area         | Dàn diễn viên xuất sắc nhất                                    | Đề cử     | [ 123 ]   |